# Линейка Дробышева
Лине́йка Дро́бышева — инструмент (линейка) для точного построения ортогональной координатной сетки, названный по имени изобретателя — Ф. Дробышева.
Сейчас практически не используется, из-за вытеснения чертёжной работы машинной графикой (САПР).

## История
Линейка появилась в 1925 году, получила название по имени изобретателя — Фёдора Васильевича Дробышева.
Представляла собой стальную полосу с пятью прорезями (через дециметр), которые служили для карандашных засечек на листе ватмана или планшета. На планшет наносилась координатная сетка размером 60×80 сантиметров. 
Позже линейка была удлинена до 100 см и получила название «линейка Базеева — Лизунова» (ЛБЛ).
Для нанесения на планшете рамок топографических планов и сеток квадратов применяют специальные металлические линейки — Дробышева и ЛБЛ (линейка Базеева-Лизунова). В этих линейках имеются вырезы через равные расстояния: в линейке Дробышева — через 10 см, в ЛБЛ — через 8 см. Вырезы имеют скошенный край по дуге окружности, радиус которой равен расстоянию от нуль-пункта до данного выреза.
Построение рамки при помощи указанных линеек основано на свойстве прямоугольного треугольника (см. теорема Пифагора). Например, квадрат со стороной в 50 см имеет диагональ в 70,711 см (502 + 502 = 70,7112) — с учетом этих размеров изготавливается один из типов линейки Дробышева. Напомним, что размер планшетов для топографических планов масштаба 1:5000— 40x40 см2, а для более крупных масштабов — 50х50 см2.
Для построения квадрата со сторонами 32, 40 и 48 см служит ЛБЛ. На одном скошенном крае линейки нанесены деления через 2 см и надпись 1:50 000, на другом — через 2,381 см и надпись 1:42 000 (в дюймовой системе); деление 2,381 см соответствует одному километру в масштабе 1:42 000. Пользуясь делениями, можно сгущать километровую сетку на планах. 
В комплект ЛБЛ входит штангенциркуль, а на линейке награвирован поперечный масштаб.